# Renuka madagascarensis
Renuka madagascarensis is een keversoort uit de familie kerkhofkevers (Monotomidae). De wetenschappelijke naam van de soort werd in 2000 gepubliceerd door Pal.